# Leo Woodall

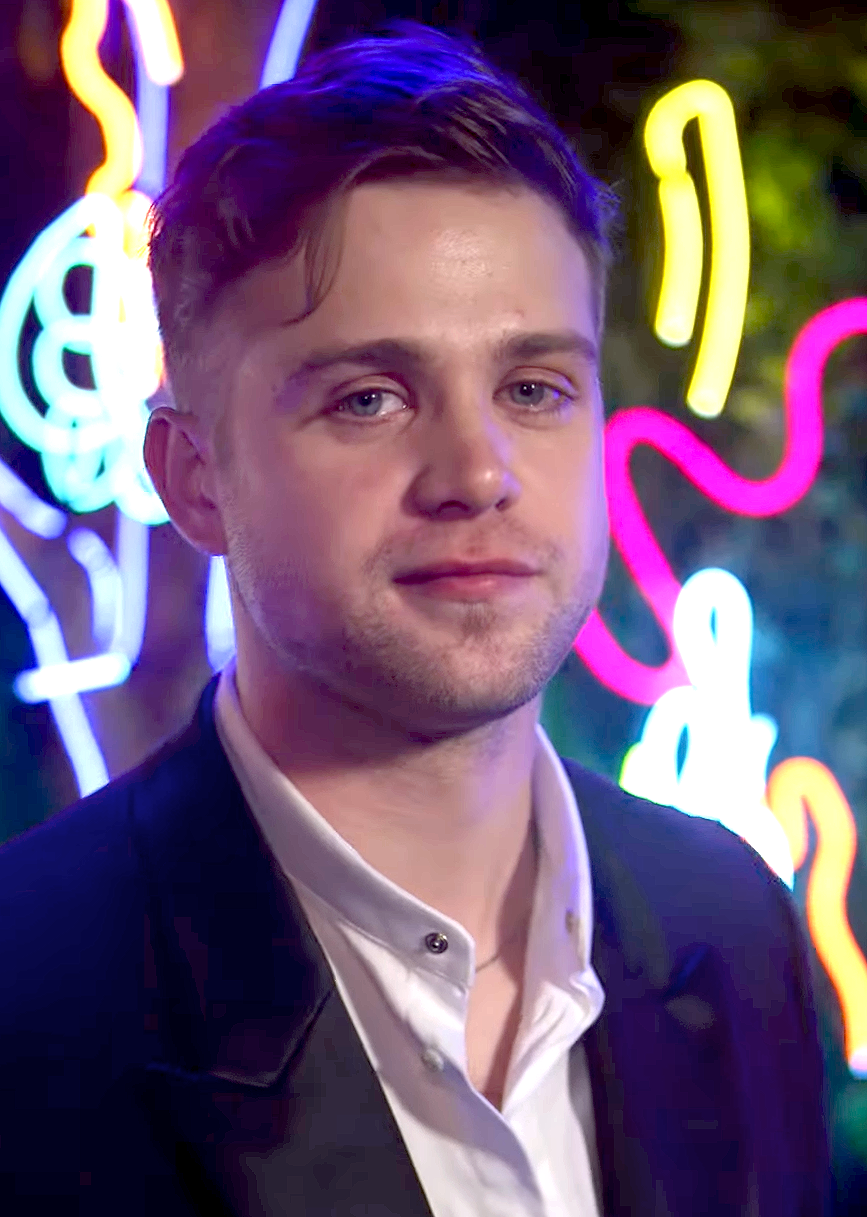
Leo Woodall, 2024

Leo Woodall (* 14. September 1996 in London) ist ein britischer Schauspieler. Internationale Bekanntheit erlangte er durch die Nebenrolle des Jack in der zweiten Staffel der US-amerikanischen Fernsehserie The White Lotus (2022).

## Leben und Karriere

### Ausbildung und Karrierebeginn
Leo Woodall wurde in Hammersmith geboren und wuchs im Westen Londons auf. Er entstammt einer Schauspielerfamilie – sein Vater, Stiefvater und seine Großmutter mütterlicherseits gingen bereits diesem Beruf nach, ohne aber große Bekanntheit zu erlangen. Eine Vorfahrin von ihm soll die US-amerikanische Bühnenschauspielerin Maxine Elliott (1868–1940) gewesen sein. Anfänglich sträubte sich Woodall eigenen Angaben zufolge denselben Karriereweg einzuschlagen. Ursprünglich hatte er mit einer Zukunft als Sportlehrer oder Stuntman geliebäugelt. Erst mit 19 Jahren beschloss er Schauspieler zu werden, nachdem er eine Folge der Serie Peaky Blinders – Gangs of Birmingham gesehen hatte. Er studierte an der ArtsEd Performing Arts School im Londoner Stadtteil Chiswick. Seine Ausbildung schloss er 2019 mit dem Bachelor ab.
Gleich zu Beginn seiner Karriere wurde Woodall für die Hauptrolle in Taron Lextons noch unveröffentlichtem Abenteuerfilm Nomad verpflichtet, der auf allen Kontinenten gedreht wurde. Woodall spielt einen Mann, der sich unkontrolliert in alle Teile der Welt teleportieren kann. Im Jahr 2019 übernahm er die Hauptrolle in Michael Gilhoolys Kurzfilm Man Down. In dem 16-minütigen Streifen war er als querschnittgelähmter Soldat Lei zu sehen, der sich im Alltag zurechtfinden muss. Im selben Jahr absolvierte er einen Gastauftritt in der BBC-Seifenoper Holby City. Zwei Jahre später ergatterte er eine erste Filmrolle in Anthony und Joe Russos Spielfilm Cherry – Das Ende aller Unschuld (2021). Sein Part als Rodgers fiel aber dem Schnitt zum Opfer.

### Erfolg mitThe White Lotus
Im Jahr 2022 übernahm Woodall für zwei Folgen in der Serie Vampire Academy die Rolle des Adrian Ivashkov. Den internationalen Durchbruch als Schauspieler ebnete ihm seine Mitwirkung in der zweiten Staffel der preisgekrönten US-amerikanischen Dramaserie The White Lotus (2022), die in einem Luxushotel auf Sizilien angesiedelt ist. Darin war er in einer Nebenrolle als junger bisexueller Liebhaber von Tom Hollander und Haley Lu Richardson mit ausgeprägtem Essex-Akzent zu sehen. Woodall hatte sich mit Videos des englischen Reality-TV-Teilnehmers Joey Essex auf die Dreharbeiten vorbereitet. Der Part des Jack brachte ihm gemeinsam mit dem übrigen Schauspielensemble um F. Murray Abraham, Jennifer Coolidge, Michael Imperioli und Aubrey Plaza einen Screen Actors Guild Award ein. Es folgte eine Rolle als Jetpilot in der Prime-Video-Serie Citadel (2023), an denen Anthony und Joe Russo als ausführende Produzenten beteiligt waren.
Im Juni 2023 wurde er vom britischen Branchendienst Screen International zu den „Stars of Tomorrow“ im Vereinigten Königreich und Irland gezählt. Eine weitere Hauptrolle erhielt er neben Ambika Mod in der Netflix-Serie One Day, die auf dem gleichnamigen Bestsellerroman von David Nicholls basiert. In der 2025 auf Apple TV+ erschienen Thriller-Miniserie Prime Finder spielte er an der Seite von Quintessa Swindell einen genialen Mathematikstudenten, der in eine Geheimdienstaffäre verwickelt wird.
Leo Woodall lebt im Süden Londons.

## Filmografie (Auswahl)
- 2019: Man Down (Kurzfilm)
- 2019: Holby City (Fernsehserie, 1 Folge)
- 2021: Cherry – Das Ende aller Unschuld (Cherry)
- 2022: Vampire Academy (Fernsehserie, 2 Folgen)
- 2022: The White Lotus (Fernsehserie, 7 Folgen)
- 2023: Citadel (Fernsehserie, 2 Folgen)
- 2024: One Day (Fernsehserie, 14 Folgen)
- 2025: Prime Target
- 2025: Bridget Jones – Verrückt nach ihm (Bridget Jones: Mad About the Boy)

## Auszeichnungen
- 2023: Screen Actors Guild Award – The White Lotus (Bestes Schauspielensemble in einer Dramaserie)
- 2023: Screen International – „Star of Tomorrow“ (Schauspiel)